# Automolis cinnamomea
Automolis cinnamomea là một loài bướm đêm thuộc phân họ Arctiinae, họ Erebidae.